# Кленове (Білоцерківський район)
Клено́ве — село в Україні, у Володарській селищній громаді Білоцерківського району Київської області. Розташоване за 25 км на захід від смт Володарка. Населення становить 53 особи.

## Історія
8 січня 1971 р. був виданий Указ Президії Верховної Ради УРСР ― Про присвоєння найменувань окремим населеним пунктам Київської області, відповідно до якого присвоєні найменування окремим населеним пунктам Київської області... у Володарському районі: поселенню відділення радгоспу "Кашперівський" — село Кленове.

## Галерея

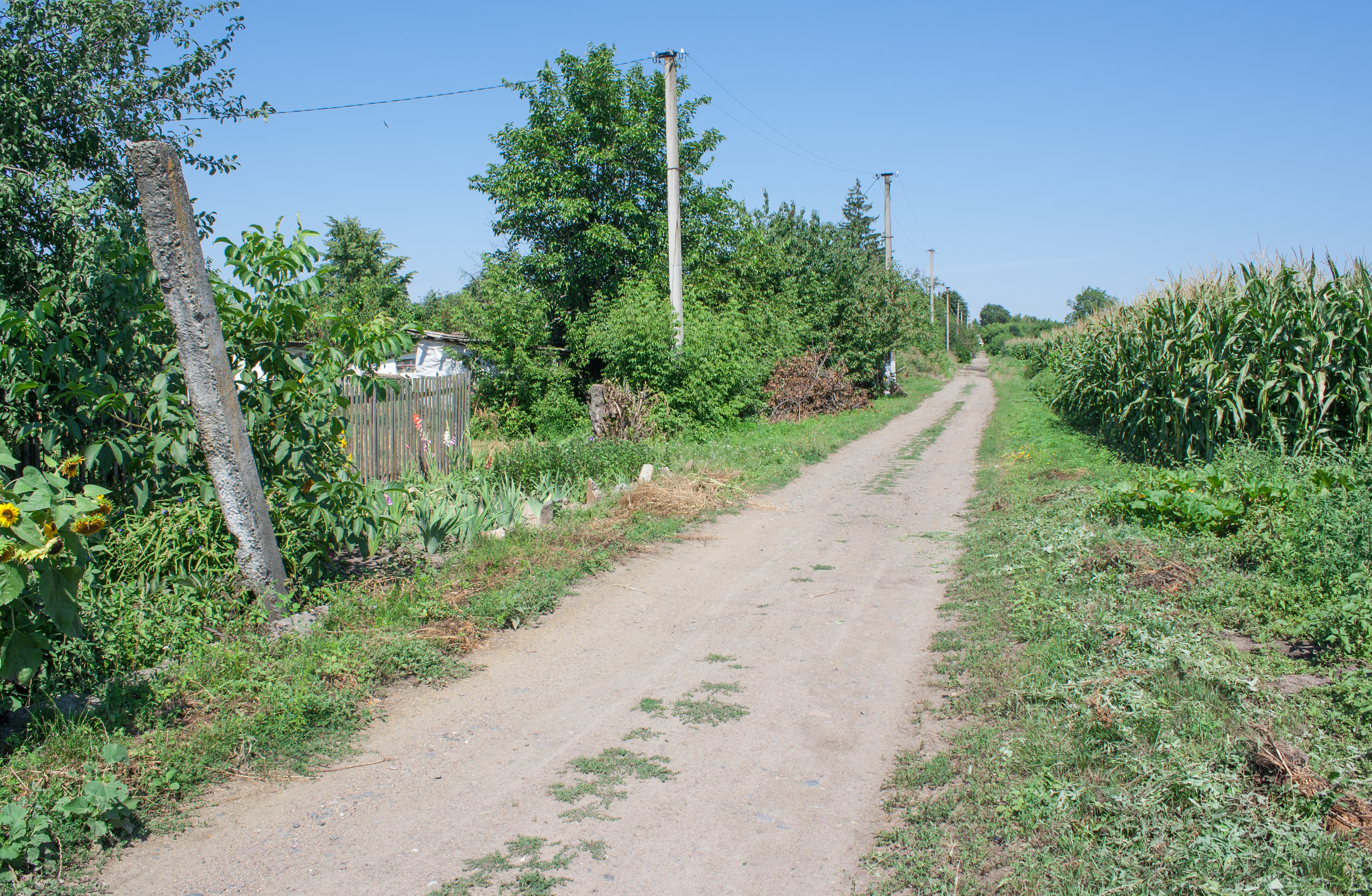
Вулиця
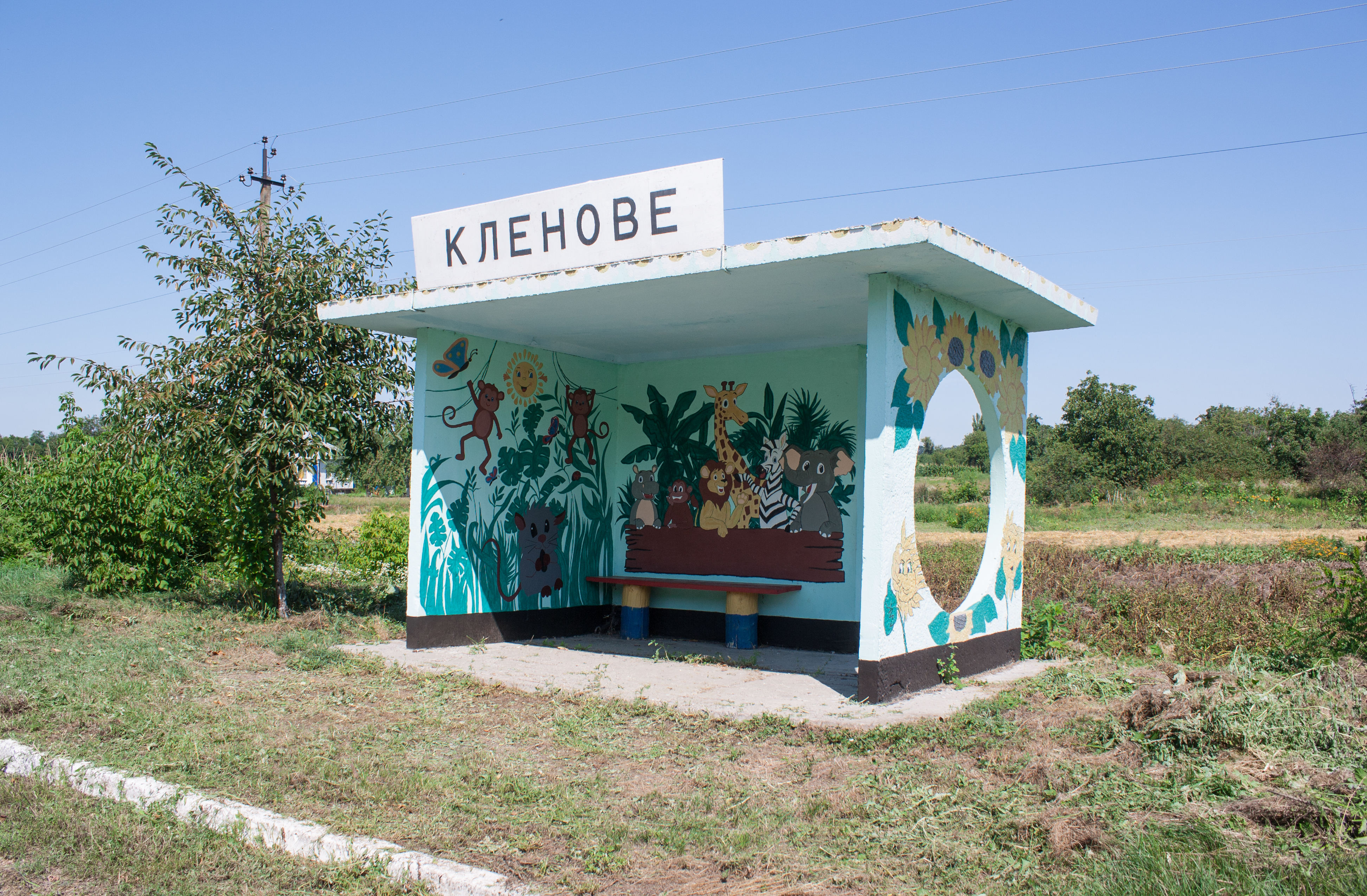
Автобусна зупинка